# Kaya Marie Möller
Kaya Marie Möller (Pforzheim, 23 giugno 1985) è un'attrice e doppiatrice tedesca.

## Biografia
Tra il 2000 e il 2001 partecipa al telefilm Il nostro amico Charly, con il ruolo di Sandra Martin, su ZDF. Sulla stessa rete, è nel cast della soap opera La strada per la felicità, dal 2005 al 2007, con il ruolo di Lilly Gerlach.

## Filmografia

### Cinema
- Dorfpunks, regia di Lars Jessen (2009)
- Das ist ja das Leben selbst!, regia di Björn Last (2011)

### Televisione
- Wenn ich nicht mehr lebe, regia di Ate de Jong (1996)
- Echt Harder – serie TV, episodio 1x01 (1996)
- Gelegenheit macht Liebe, regia di Olaf Kreinsen (1997)
- St. Angela – serie TV, episodio 1x03 (1997)
- Die Cleveren – serie TV, episodio 1x05 (1999)
- Die Schule am See – serie TV, episodio 3x10 (2000)
- Il nostro amico Charly (Unser Charly) – serie TV, 20 episodi (1999-2001)
- Kunden und andere Katastrophen – serie TV, 10 episodi (2003)
- La strada per la felicità (Wege zum Glück) – serial TV, 412 puntate (2005-2007)

### Teatro
- Die Übersetzung des Herzens (2005-2006)

## Programmi televisivi
- Volle Kanne (2007)

## Doppiaggio

### Cinema
- Ufficialmente bionde (2008) - Isabel Woods
- Nemico pubblico - Public Enemies (2009) - Polly Hamilton
- Rio (2011) - Linda

### Televisione
- Knight Rider (2009) - Zoe Chae
- Gossip Girl (2007 ) - Hazel Williams
- Glee (2009) - Rachel Berry
- Bob's Burgers - Louise Belcher